# 天桥站 (徐州市)
天桥站是徐州地铁3号线的地铁站，位于中华人民共和国江苏省徐州市云龙区复兴南路与铜山路交叉口南侧，于2021年6月28日开通。

## 车站结构
天桥站沿复兴南路南北设置，为地下二层岛式站台车站，车站长235.8米，标准段宽19.7米，车站地下一层为站厅层，地下二层为站台层，站台设置全高站台门。
| 地面              | 出入口 | 1、2、3出入口                                                                                                   |
| 地下一层          | 站厅   | 客服中心、自动售票机、验票机                                                                                    |
| 地下二层          | 站台   | \| \| \| █ 3号线往振兴大道（徐州火车站） \| \| 島式 · 開左邊车门 \| \| \| \| \| \| █ 3号线往银山（和平大桥） \| |
|                   |        | █ 3号线往振兴大道（徐州火车站）                                                                                 |
| 島式 · 開左邊车门 |        | |
|                   |        | █ 3号线往银山（和平大桥）                                                                                       |

## 车站出口
天桥站共设3个出入口，各出口及周围设施如下所示：
| 出口编号            | 照片 | 出口指示         | 建议前往的目的地 |
| ------------------- | ---- | ---------------- | ---------------- |
| 1 · 出口            |      | 建国东路（南侧） | 三达小区         |
| 2 · 出口            |      | 复兴南路（东侧） | 徐州市云兴小学   |
| 3 · 出口 · （设有） |      | 铜山路（南侧）   | 津浦花园         |
| 图例： 设有         |      |                  |                  |

## 接驳交通

### 公交车
- 天桥：36路，71路，92路，199路，601路，602路，606路，722路，810路

## 车站历史
本站工程名为复兴南路站，正式站名为天桥站，以车站所处的传统片区命名。
- 2020年1月15日，车站主体结构封顶[2]。
- 2021年6月28日，车站随3号线一期通车开通[1]。